# Migrantski delavec
Migrantski delavec ima različne uradne pomene in konotacije v različnih delih sveta. Definicija Združenih narodov je široka in vključuje vse ljudi, ki delajo zunaj svoje domovine. Nekateri od teh so izseljenci. Več držav ima na milijone tujih delavcev. Veliko jih ima nekaj milijonov nezakonitih priseljencev, večina od njih je tudi delavcev.
Po podatkih Mednarodne organizacije dela je bilo od leta 2014 po ocenah 232 milijonov mednarodnih migrantov v svetu (opredeljeni kot osebe živeče zunaj svoje rojstne države, za 12 mesecev ali več) in za približno polovico od njih so ocenili da je delovno aktivnih (zaposleni ali iskalci zaposlitve). 
Po navedbi Panos inštituta ni primerno da se prosilce za azil in begunce šteje kot "nezakonite priseljence". Po eni strani so njihovi  razlogi za selitev drugačni od tistih migrantov, in na drugi strani, mednarodno pravo priznava, da tisti, ki bežijo pred konflikti ali jih preganjanjajo morajo prečkati mednarodne meje brez dovoljenja in ne bi smeli biti kaznovani za to.
Izraz se lahko uporablja tudi za opis nekoga, ki se seli znotraj države, morda svoje lastne, da bi opravljal sezonsko delo.

## Evropska unija
Nedavna širitev Evropske unije je ponudila mnogo ljudem možnost selitve in dela v drugih državah EU. V času širitve leta 2004 in 2007 so obstoječe države imele pravico, da določijo prehodno ureditev za omejevanje  dostopa do njihovih trgov dela. Po drugi svetovni vojni Nemčija ni imela dovolj delavcev, zato so povabili ljudi iz drugih evropskih držav za delo v svoji državi. To povabilo se je končalo leta 1973. Ti ljudje so bili znani kot Gastarbeiterji.
1. marec je postal simboličen dan za stavko migrantov. Ta dan združuje vse priseljence in jim da skupen glas in možnost spregovoriti proti rasizmu, diskriminaciji in socialni izključenosti na vseh ravneh življenja. Transnacionalni protesti 1. marca so bili prvotno uvedeni v ZDA v letu 2006 in so spodbudili migrante v drugih državah, da se organizirajo in ukrepajo na ta dan. V Avstriji je stavka prvih transnacionalnih migrantov (Transnationaler Migrant innenstreik) potekala marca 2011 v obliki zborovanj, na primer manifestacij, ter tudi v obliki številnih decentraliziranih manjših zborovanjih.